# ورم منوي
الورم المنوي (بالإنجليزية: Seminoma)‏، هو ورم خلوي جنسي للخصية أو نادراً ممكن يتكون الورم في الحيز الصدري. وهو ورم خبيث، ويعتبر من أكثر السرطانات التي يمكن شفاؤها وعلاجها؛ حيث ان معدل البقاء يمكن ان يكون أكثر من 95% إذا اكتشف الورم مبكراً.
الورم المنوي للخصية يظهر من الظهارة الجرثومية من أنيبيبات منوية. تقريبا نصف أورام الخلايا الجرثومية. والعلاج غالباً عن طريق استئصال الخصية المصابة وهذا لا يؤثر على الوظيفة الجنسية للذكر. وقد يتنقل الورم المنويي في الجسم عن طريق الجهاز اللمفاوي ونادراً ما يتنقل عبر الدم.

## الأعراض والعلامات
المتوسط الأعمار للحالات التي شخصت هو 40 سنة. وهذا الورم في أغلب الحالات يؤدي إلى تكوين كتل جيدة الحجم يستطيع المريض بذاته أن يلاحظها ويتحسسها. وفي نسبة تصل إلى 11% من الحالات لايمكن تحسس هذه الكتلة أو حتى قد يحدث ضمور للخصية نفسها. وفي خمس من حالات الورم المنوي يحدث ألم في الخصية. وكما من الممكن أن يحدث ألم ظهري وذلك بعد أن يصبح الورم نقيل إلى خلف الصفاق.
في بعض الحالات الوم المنوي يمكن أن يحدث خارج الخصية منها المنصف ويعتبر الأكثر شيوعاً خارج الخصية. في الإناث في المبيض الورم المني يسمى ورم إنتاشي.

## التشخيص
فحوصات الدم قد تكتشف وجود فسفاتاز قلوية المشيمي في 50% من الحالات. مع ذلك، فإن فسفاتاز قلوية المشيمي غير مفيد وحده كدليل على الورم المنوي. وذلك لإرتفاعه بالدم المدخنين. هرمون موجهة الغدد التناسلية المشيمائية قد يرتفع في بعض الحالات. بالعادة الفا فيتو بروتين لا يرتفع ويبقى ضمن الحدود الطبيعية.
أحياناً قد نحتاج إلى صورة أشعة صدرية للتعرف إذا كان هناك انتقال للورم إلى الرئتين. صورة طبقية وصورة رنين مغناطيسية مفيدان جداً في اكتشاف الانتقالات الورمية في الجسم ومراقبة فعالية العلاج.
وإذا أخذنا قطاع عرضي نرى أن الورم لحمي ومفصص. ويختلف لونها من كريمي إلى أسمر إلى زهري. ويمكن ان نرى مناطق صغيرة بها نزيف وهذا المناظق تمثل مجموعات الخلايا الأرومة الغاذية داخل الورم.
خلال الفحص الميكروسكوبي يظهر ان الأورام المنوية تتكون من فصوص من الخلايا مع شبكة ألياف سدوية. الورم يحتوي على سيتوبلازم كثير لونه شفاف أو زهري ويحتوي على العديد من الجليكوجين، والتي يمكن رؤيتها باستخدام صبغة حمض البيريوديك-شيف (Periodic acid-Schiff). والأنوية واضحة ودائماً تحتوي الأنوية على نويه أو نويتان.
مؤخراً تم اقتراح POU2AF1 وPROM1 كمؤشران للورم المنوي.

## العلاج
ثبت في الآونة الأخيرة أن الورم المنوي حساس للعلاج الإشعاعي والعلاج الكيميائي. العلاج في الأطفال هو نفسه العلاج في البالغين. عملية استئصال الخصية الأُربي تتطلب تقريباً في جميع حالات الورم المنوي لإزالته.
معدل البقاء لمدة 5 سنين يساوي تقريباً 90% (وذلك في سنة 2008).
يوجد دراسة مكونة من 31 رجلاً مصابون بورم الخلايا الجرثومية في الخصية، أُبت ان العلاج الكيميائي وحده كافي للقضاء على السرطان من الخصية فبذلك قد لا بتطلب إسئصال للخصية.

## صور إضافية

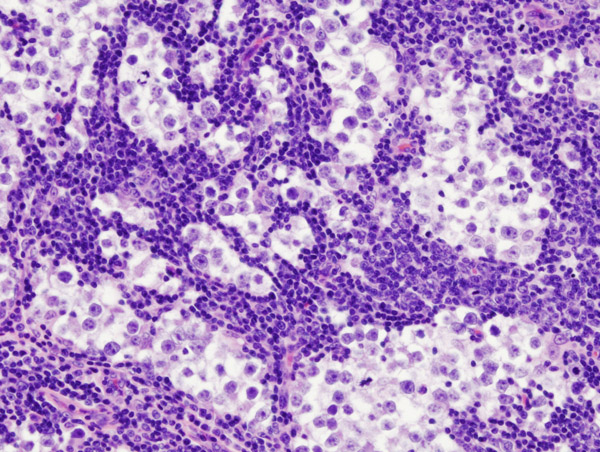
تشريح مرضي نسيجي عن ورم منوي نقيل في غدة لمفاوية أربية
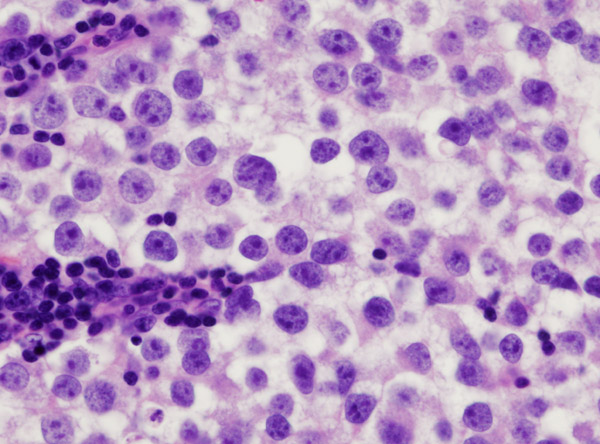
تشريح مرضي نسيجي عن ورم منوي نقيل في غدة لمفاوية أربية (تكبير عالي)
تشريح مرضي نسيجي عن ورم منوي
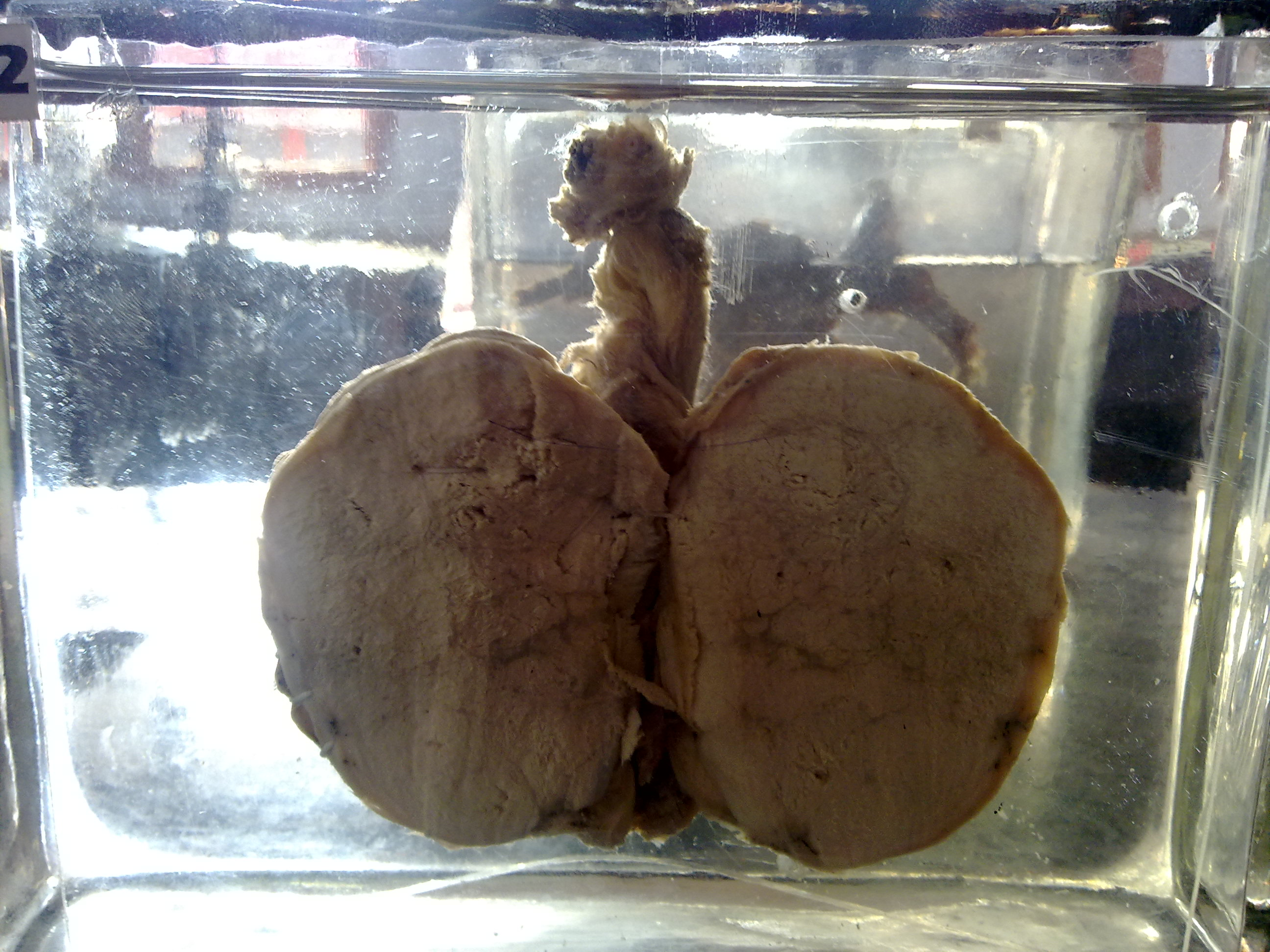
قطاع عرضي من خصية مصابة بورم منوي